# مايك غراتون
مايك غراتون (بالإنجليزية: Mike Gratton) هو عداء مراثوني بريطاني، ولد في 28 نوفمبر 1954.

## وصلات خارجية
- مايك غراتون على موقع الاتحاد الدولي لألعاب القوى (الإنجليزية)